# Julien Caquineau
Julien Caquineau, né le 30 Décembre 1973 à Niort, est un sportif de l'extrême, qui chasse au Groenland.

## Biographie
A 16 ans, il fait du skateboard. A 18 ans, il joue de la guitare basse. Il commence des études d'ingénieur du son, mais doit abandonner faute de ressources suffisantes. Il s'engage ensuite dans l'armée où il devient tireur d'élite,.
De retour dans le civil, il débute dans le parachutisme. Après sa rencontre avec Erich Beaud, il débute le Base-jump. Il saute de la Tour Eiffel le soir de Noël 1998, ainsi que de la cathédrale de Chartres. A l'âge de 30 ans, il a un grave accident en heurtant une falaise, qui nécessite 8 mois de rééducation,,,.
Il a l'idée d'escalader un iceberg au Groenland, mais ce projet est un échec. Il s'installe à Ilulissat, où il est serveur de restaurant. C'est là qu'un Inuit l'initie à la chasse aux phoques, aux rennes et aux ours.
Par la suite, il s'installe à Oqaatsut, un village proche de Ilulissat. Il y est devenu le premier étranger chasseur professionnel. Il vend de la viande aux bouchers.
En 2018, il fait une expédition vers le Nord avec Ollenguaq, un vieux chasseur.

## Vie privée
Il a une épouse groënlandaise, Charlotte, ainsi que 3 enfants, une fille et 2 garçons, qu'il initie à la pêche et au kayak de mer au Groenland.